# Гарбарини (Ђенова)
Гарбарини је насеље у Италији у округу Ђенова, региону Лигурија.
Према процени из 2011. у насељу је живело 93 становника. Насеље се налази на надморској висини од 282 м.